# Schron Zachodni w Iwanówce
Schron Zachodni w Iwanówce (Schron przy S80) – jaskinia, a właściwie schronisko, w Dolinie Chochołowskiej w Tatrach Zachodnich. Wejście do niej położone jest w Dolinie Iwaniackiej, w górnej części Szerokiego Żlebu, na wysokości 1600 metrów n.p.m. Jaskinia jest pozioma, a jej długość wynosi 6 metrów.

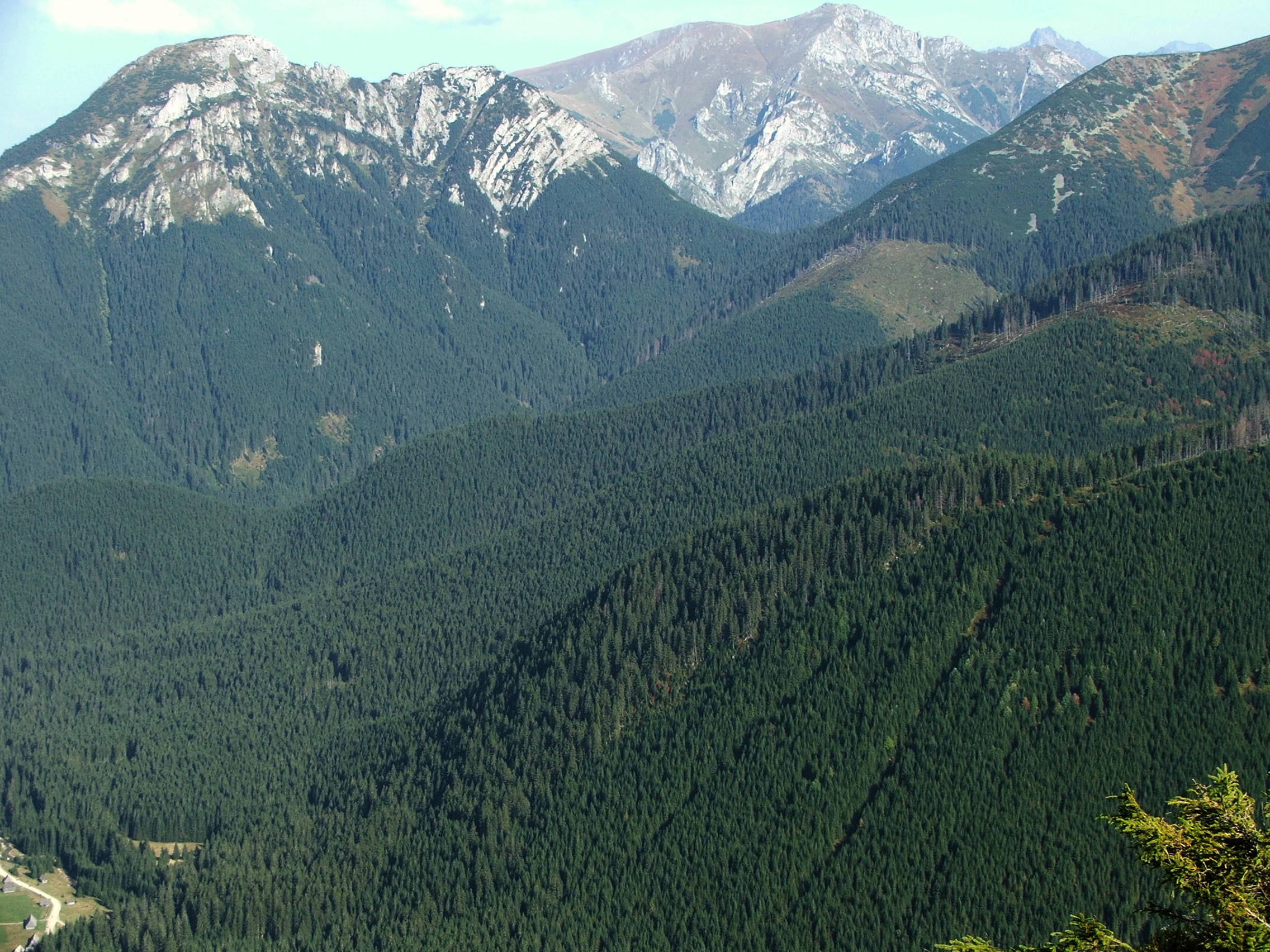
Dolina Iwaniacka i Iwaniacka Przełęcz. Na lewo w zboczu Kominiarskiego Wierchu Szeroki Żleb

## Opis jaskini
Jaskinię stanowi poziomy, prawie prosty korytarz zaczynający się w niewielkim, trójkątnym otworze wejściowym i kończący się ślepo po 6 metrach.

## Przyroda
W jaskini nie ma nacieków. Ściany są suche, brak jest na nich roślinności.

## Historia odkryć
Jaskinia była znana od dawna. Jej pierwszy plan sporządził W. W. Wiśniewski w 1986 roku.